# Krydserfregatten Fyen
Fyen blev bygget på Orlogsværftet i København, påbegyndt i 1881 og søsat i 1882. Motoren var fra Burmeister & Wain og ydede 2.600 HK.

## Kritikken mod Fyen
Fyen var et af flådens mest udskældte skibe. Det blev bygget på initiativ af daværende marineminister, kommandør N. F. Ravn. I Marinen ønskede man et nyt panserskib, men Ravn fik gennemtrumfet sin krydser. Fyen blev først klassificeret som "korvet med lukket batteri", men fra 1885 blev den betegnet som krydserfregat. Problemet med Fyen var blandt andet, at det var Marinens dyreste skib i drift, 31.000 kroner om måneden, mod 29.500 kroner for det næstdyreste, det dobbelt så store panserskib Helgoland. Det fuldriggede skib krævede en besætning på hele 410 mand, og med kun én skrue var det så svært at manøvrere, at der aldrig blev tale om at lade det indgå i eskadre med Marinens øvrige skibe. Det var et flot skib, som skabt til at repræsentere nationen og til at vise flaget i fjerne kolonier. Problemet var bare, at der ikke var ret mange penge at gøre med til repræsentation, og heller ikke nogen fjerne kolonier af betydning. På plussiden talte, at Fyen primært var bygget af stål, det havde en vis pansring, artilleriet var kraftigt og tidssvarende, og ildledelsen var elektrisk med konvergeret skydning, så kanonerne kunne sigte efter samme mål. Alligevel blev Fyen betragtet som noget af en hvid elefant i Marinen, og dets aktive tjeneste var begrænset. 

## Tekniske data

### Generelt
- Længde: 69,1 m
- Bredde: 13,8 m
- Dybgang: 6,1 m
- Deplacement: 2.737 ton
- Fart 13,0 knob
- Besætning: 410. Fra 1895 (barkrigget): 300 mand.

### Armering
- Artilleri (1884): 4 styk 15 cm bagladekanoner L/35, 14 styk 15 cm bagladekanoner L/22, 8 styk 37 mm kanoner og 2 35 cm torpedoapparater i stævnen.
- Artilleri (1903): 2 styk 15 cm bagladekanoner L/35, 14 styk 15 cm bagladekanoner L/22, 8 styk 37 mm kanoner og 2 35 cm torpedoapparater i stævnen.

### Panser
Panserdæk af stål på 39 mm, dækkende de midterste 36 m af skroget. 

## Tjeneste
Fyen indgik i tjeneste i 1884 og var kun udrustet fem gange. Første gang var et kombineret prøvetogt og skoletogt (eksercerskib) i 1884, derpå igen eksercerskib til Spanien og Madeira i 1885 og tredje togt som eksercerskib 1885-85 til Middelhavet. Derefter lå Fyen oplagt i næsten 10 år. Rigningen blev ændret til barkrigning og 1895-96 var Fyen på vintertogt til Vestindien. Sidste udrustning var et vintertogt til Middelhavet i 1898-99. I 1903 blev to af Fyens bedste kanoner overført til panserskibet Gorm, og i 1907 blev Fyen kaserneskib, og maskineriet og resten af artilleriet blev fjernet. I 1940'erne blev Fyen brugt til uddannelsesskib for Math-elever, Fyen lå derefter som kaserneskib på Holmen i 55 år, til det blev solgt til ophugning i 1962. 